# 弥散性血管内凝血
弥散性血管内凝血（disseminated intravascular coagulation，DIC）又稱消耗性凝血病（consumptive coagulopathy）、泛發性血管內血液凝固症，是指在某些致病因子的作用下，大量促凝物质入血，凝血因子和血小板被活化，使凝血酶增多，微循环中形成广泛的微血栓，继而因凝血因子和血小板大量消耗，引起继发性纤维蛋白溶解功能增强，引起全身出血及微循环衰竭的临床综合征。
弥散性血管内凝血的临床表现有：出血、脏器功能障碍、微血管病理性溶血及休克等症状。

## 病因
下列為引發此症的可能病因：
- 妊娠并发症：羊水栓塞、先兆子宫破裂。
- 感染：流行性出血热、出疹性病毒感染、传染性单核细胞增多症、巨细胞病毒感染、斑疹伤寒、流行性脑脊髓膜炎的华佛氏综合症、恶性疟疾、败血症（特別是革蘭氏陰性細菌）。
- 大量组织损伤：大面积烧伤、严重的复合性外伤、橫紋肌溶解症。
- 惡性腫瘤：前列腺癌、肺癌、消化道各种粘液腺癌、各种急性白血病。
- 心、肺、肾、肝等内脏疾患：肺源性心脏病、紫绀型先天性心脏病、严重的心力衰竭、肝硬化、急性或亚急性肝坏死、急进性肾小球肾炎、溶血尿毒综合征、出血坏死性小肠炎、出血坏死性胰腺炎、糖尿病酸中毒、全身性红斑狼疮、结节性动脉周围炎等结缔组织病。
- 血液病：血栓性血小板减少性紫癜、溶血性贫血以及不调和輸血引致的反應。
- 外科手术：胸部、盆腔及前列腺手术、使用体外循环機等。
- 急性中毒的嚴重感染、大出血、酸中毒、溶血等，可能誘發。[5]
- 其他： 中暑、過敏反應、毒蛇毒液蛰入，如史蒂芬条蛇。

## 诊断
- 自發性出血：轻者可仅有少数皮肤出血点，重症者可见广泛的皮肤、粘膜瘀斑或血肿，典型的为皮肤大片瘀斑，内脏出血，创伤部位渗血不止。
- 血栓有关表现：
  - 皮肤血栓栓塞：最多见，指端、趾端、鼻尖、耳廓皮肤发绀，皮肤斑块状出血性坏死，干性坏死等。
  - 肾血栓形成：少尿、无尿、氮质血症等急性肾功能衰竭表现最常见。
  - 肺血栓形成：呼吸困难、紫绀、咯血、严重者可发生急性肺功能衰竭。
  - 胃肠道血栓形成：胃肠道出血、恶心、呕吐与下腹痛。
  - 脑血栓形成：烦燥、嗜睡、意識改變、昏迷、惊厥、颅神经麻痹及肢体瘫痪。
- 休克：肢端发冷、青紫、少尿和血压下降。以血管内皮损伤引起的DIC较为多见。
- 溶血：因微血管病变，红细胞通过时遭受机械性损伤，变形破裂而发生溶血。临床上可有黄疽、贫血、血红蛋白。
- 原发病症状。

## 病理生理
- 血小板计数{\displaystyle <100\times 10^{9}/L}有诊断价值，特别是进行性降低。
- 凝血时间：DIC早期，即弥散性微血栓形成期，血液处于高凝状态，血液凝固时间缩短。后期继发纤溶为主，血液呈低凝状态，凝血时间延长。
- 凝血酶原时间（PT）：是外在凝血途径的筛选试验。超过正常对照3秒以上有意义。
- 白陶土部分凝血活酶时间测定（KPTT）是内在凝血途径的过筛试验。除因子Ⅶ和XIII外，任何一个凝血因子缺乏都可使KPTT延长。正常35~45 秒，超过正常对照10秒以上有意义。DIC的高凝期KPTT缩短，在消耗性低凝血期KPTT延长。
- 纤维蛋白原定量。
- 凝血酶时间（TT）：反应凝血第三阶段的试验，正常16~18秒，比正常对照延长3秒以上有诊断价值。
- 优球蛋白溶解时间（ELT）。
- 血浆副凝固时间。
- FDP免疫学测定。

## 治疗
- 去除病因。只有去除和控制病因，DIC才可能治愈。
- 治療以supportive care為主
- 抗凝治疗:
  - 肝素：主要加速抗凝血酶Ⅲ中和凝血酶及中和被激活因子Ⅸ、Ⅹ、Ⅺ、Ⅻ等作用。
  - 血小板聚集抑制剂：适用于病情较轻或诊断尚不十分肯定者，亦可和肝素联合应用。多用潘生丁400-600mg/d分4-6次静脉滴注。
  - 阿司匹林。
- 纤溶抑制剂：应用于DIC晚期，如不能确定血管内凝血过程是否已中止，可同时并用小剂量肝素。
  1. 6-氨基己酸
  2. 对羧基苄胺（止血芳酸）
  3. Tranexamic acid。
- 血液及凝血因子的补充：出血严重或以继发纤溶为主时，应适当补充。输血；输纤维蛋白原，每输入1g，可使血中浓度升高0.5g/L；输凝血酶原复合物；输血小板悬液；注射维生素K140mg/d，以供维生素K依赖凝血因子合成。如DIC病因未去除，可与小量肝素并用。
- 其他治疗：积极抗感染、抗休克、纠正酸中毒及电介质紊乱，加强局部止血等。

## 參閲
- 凝血因子
- 血栓

## 外部連結
- Цикл Видеолекций по ДВС-синдрому （页面存档备份，存于） （俄文）
- MedlinePlus （页面存档备份，存于） Coagulación Intravascular Diseminada （西班牙文）
- Manual Merck Trastornos Hemorrágicos （西班牙文）